# Fritz Buntrock
Fritz Wilhelm Buntrock (ur. 8 marca 1909 w Osnabrück, zm. 24 stycznia 1948 w Krakowie) – zbrodniarz hitlerowski, członek załogi obozu koncentracyjnego Auschwitz-Birkenau i SS-Unterscharführer. Odznaczony Krzyżem Zasługi Wojennej II Klasy z Mieczami.

## Życiorys
Z zawodu był kowalem fabrycznym. Członek SS od 1 maja 1935 (numer ewidencyjny 259 831) i NSDAP od stycznia 1937. Od 19 grudnia 1941 do sierpnia 1944 należał do załogi obozu koncentracyjnego Auschwitz-Birkenau. Pełnił tam służbę najpierw jako wartownik i konwojent drużyn roboczych, a od 1943 jako kierownik bloku więźniarskiego (niem. Blockführer) i oficer raportowy (niem. Rapportführer) w Birkenau. Buntrock brał udział w 1944 w akcji likwidacji obozu familijnego dla Żydów na odcinku BIIb (niem. Abschnitt BIIb) przywiezionych z getta w Terezinie. W pierwszym etapie akcji posłano do komór gazowych ok. 3,5 tysiąca ludzi, a w drugim 7 tysięcy osób. Buntrock w brutalny sposób terroryzował ofiary, odprowadzając je do komór gazowych. Brał też udział w selekcjach na rampie w Birkenau i w obozie cygańskim na odcinku BIIe (niem. Abschnitt BIIe – Zigeunerlager). Zdarzały mu się także przypadki indywidualnych morderstw. Niezależnie od tego nieustannie znęcał się nad więźniami obozu w Brzezince. Do obozu koncentracyjnego Auschwitz-Birkenau przybył z zapasowego batalionu SS z Welawy, odszedł natomiast na poligon SS „Czechy” (niem. SS-Truppen-Übungs-Platz „Böhmen”).
Po zakończeniu wojny Buntrock zasiadł na ławie oskarżonych w pierwszym procesie oświęcimskim przed Najwyższym Trybunałem Narodowym w Krakowie. W wyniku przeprowadzonego przewodu sądowego został 22 grudnia 1947 skazany na śmierć. Wyrok wykonano przez powieszenie w więzieniu Montelupich.